# Campania Foot-Ball Club
Il Campania Foot-Ball Club, anche noto come Campania Fascista è stata una società di calcio di Salerno fondata nel 1923.
Storicamente è nota per essere diventata la principale compagine a rappresentare la città di Salerno nei campionati FIGC tra il 1925 e il 1927.
Giocava con la maglia amaranto (o granata a seconda delle fonti), aveva sede in via Botteghelle (palazzo Caterina) e disputava le sue gare nel sagrato della chiesa di San Pietro. Fu determinante nella rifondazione della Salernitana (avvenuta nel 1927).
Il club non va confuso con il quasi omonimo Foot-Ball Club Campania sorto nel 1913 e scomparso a causa della prima guerra mondiale.

## Storia

### Prima della fondazione (1913-1919)
Il club non va confuso con il quasi omonimo Foot-Ball Club Campania fondato il 30 agosto 1913 da 30 soci. Il presidente del primo Campania fu Nicola Lorito (aveva una conceria a Solofra e un negozio di pellami in Piazza La Rotonda, sarà padre di 21 figli). Invece questo storico sodalizio aveva sede a Salerno, in Piazza Ferrovia 12 (Palazzo Jannone).
Tra le prime attività calcistiche del sodalizio salernitano Alfonso Carella informa che la squadra prese parte al 2º campionato calcistico provinciale (organizzato il febbraio 1914, ebbe inizio a marzo) organizzato da Il Giornale della Provincia di Donato Vestuti assieme a squadre salernitane come il Foot-Ball Club Salerno (prima, seconda e terza squadra), la Juniores Giovine Italia (prima e seconda squadra), la Vigor e la Pro Salerno (una squadra a testa, come il Campania). La formazione del Campania era la seguente: Emilio Spirito, De Vita, Casabona, Visciani, Cocchiara, Iossa, Naddeo, Pellegrino, Ali II, Mancini, Matteo Schiavone (quest'ultimo socio fondatore della Salernitana).
In seguito alla Grande Guerra le attività sportive vennero interrotte quasi del tutto dal 1915 al 1919.
Nel 1919 molti club calcistici di Salerno preesistenti alla Grande Guerra, compreso il Campania, non esistettero più a causa della guerra che fece molte vittime. Molti di coloro che continuarono a fare calcio a Salerno, dirigenti e calciatori, si unirono nella fondazione dell'Unione Sportiva Salernitana, il cui principale promotore fu il rag. Matteo Schiavone, ex dirigente e giocatore proprio del Foot-Ball Club Campania.

### Dalla fondazione allo scioglimento (1923-1927)
Fondata nel 1923 come Campania Foot-Ball Club (alcune fonti la ritraggono con il nome di Campania Fascista), nel 1925 divenne una squadra molto importante per il calcio salernitano, data anche l'inattività della Salernitanaudax (sorta da una fusione del 1922 tra Salernitana e Sporting Club Audax Salerno), squadra che fornì al Campania anche alcuni giocatori.
Nella stagione 1926-1927 il Campania, nel proprio girone di Seconda Divisione (il "D", cui fu ammesso forse godendo del titolo dei concittadini della Salernitanaudax con cui erano già forse in corso trattative) si trovò di fronte squadre come Savoia (primo classificato), Maddalonese, Stabiese, Aversana e due compagini della provincia di Salerno, vale a dire Scafatese e Cavese. A partire da questa stagione entrò in vigore la Carta di Viareggio, che riformò l'organizzazione del calcio italiano. La Seconda Divisione in cui fu promosso il Campania divenne una terza serie, perché con l'istituzione della nuova Divisione Nazionale la Prima Divisione slittò sotto di un livello. Il Campania in quella stagione si classificò al quinto posto insieme alla Aversana, riuscendo ad ottenere la salvezza con 9 punti.
Nel 1927, a campionato ancora in corso, il regime fascista rifondò la Salernitana (attraverso la polisportiva Unione Sportiva Salernitana Fascista), e all'interno del sodalizio confluirono dirigenti e giocatori non solo del Campania ma anche della Libertas Salerno (squadra in maglia gialla, la migliore del calcio salernitano non aderente alla FIGC, che in precedenza partecipava ai campionati ULIC, non ufficiali) e della stessa Salernitanaudax. La fusione avvenne a stagione in corso, ed il posto del Campania venne preso proprio dalla Salernitana, rifondata a maggio 1927 (Comunicato Ufficiale del Direttorio Federale incluso nel Corriere dello Sport di Bologna datato 6 maggio 1927 e conservato dalla Biblioteca Universitaria di Bologna) come Unione Sportiva Salernitana Fascista. A partire dal comunicato ufficiale della gara dell'8 maggio, e sulle classifiche risulta riportato "Salernitana" e non più "Campania".

## Rosa
La rosa del Campania che segue, risalente ad una stagione tra il 1925 ed il 1927 conta diversi giocatori appartenuti alla Salernitanaudax delle stagioni precedenti. L'organico della squadra era il seguente:
- portieri: Pepe, Pastorino B, Gargiulo, Genovesi;
- difensori: Vincenzo Gallo, Apicella, Mario Manzo, Ruoppolo, Antonio Capasso, Ibisco;
- centrocampisti: Carlo Venturini (allenatore e giocatore), Farina, Vincenzo Salvi, Amilcare Basso, Mario Plaitano, Diego Capuano;
- attaccanti: Barone, Mario Adinolfi, Nicola Messina, Gerardo Conforti, Ciro Buonanno, Siniscalchi, Mario De Simone, De Simone II, Ottavio Giannelli, Pasquale Calenda, Sanfilippo, M. Palladino.